# (15946) Satinský
(15946) Satinský (1998 AP7) – planetoida z pasa głównego asteroid okrążająca Słońce w ciągu 4,41 lat w średniej odległości 2,69 j.a. Odkryta 8 stycznia 1998 roku.